# West Crow Wing, Minnesota
West Crow Wing là một lãnh thổ chưa tổ chức thuộc quận Crow Wing, tiểu bang Minnesota, Hoa Kỳ. Năm 2010, dân số của lãnh thổ này là 5.424 người.